# Хрипелево (Кашинский район)
Хрипе́лево — деревня в Кашинском районе Тверской области. Входит в состав в состав Верхнетроицкого сельского поселения.

## География
Деревня находится на берегу реки Рудомошь, к югу от реки Медведица, на расстоянии 30 км к юго-западу от города Кашин, административного центра района.

### Часовой пояс
Деревня Хрипелево, как и вся Тверская область, находится в часовой зоне МСК (московское время). Смещение применяемого времени относительно UTC составляет +3:00.

## Население
| 2010 |
| ---- |
| 9    |

### Половой состав
Согласно результатам переписи 2002 года, в селе проживало 16 человек (6 мужчин и 10 женщин).